# Дружний (Доволенський район)
Дружний (рос. Дружный) — селище у Доволенському районі Новосибірської області Російської Федерації.
Входить до складу муніципального утворення Ільїнська сільрада. Населення становить 193 особи (2010).

## Історія
Згідно із законом від 2 червня 2004 року органом місцевого самоврядування є Ільїнська сільрада.

## Населення
| 2002 | 2007 | 2010 |
| ---- | ---- | ---- |
| 230  | ↘221 | ↘193 |